# Vasikkajärvet, Norrbotten
Vasikkajärvet är en sjö i Pajala kommun i Norrbotten och ingår i Torneälvens huvudavrinningsområde. Sjön har en area på 0,118 kvadratkilometer och ligger 278,4 meter över havet. Sjön avvattnas av vattendraget Kaunisjoki.

## Delavrinningsområde
Vasikkajärvet ingår i det delavrinningsområde (751110-180287) som SMHI kallar för Ovan Lumioja. Medelhöjden är 314 meter över havet och ytan är 7,44 kvadratkilometer. Det finns inga avrinningsområden uppströms utan avrinningsområdet är högsta punkten. Kaunisjoki som avvattnar avrinningsområdet har biflödesordning 3, vilket innebär att vattnet flödar genom totalt 3 vattendrag innan det når havet efter 282 kilometer. Avrinningsområdet består mestadels av skog (96 procent). Avrinningsområdet har 0,1 kvadratkilometer vattenytor vilket ger det en sjöprocent på 1,3 procent.